# Stictozetes bisulcatus
Stictozetes bisulcatus är en kvalsterart som först beskrevs av Balogh 1960.  Stictozetes bisulcatus ingår i släktet Stictozetes och familjen Galumnidae. Inga underarter finns listade i Catalogue of Life.